# Léonard Racle
Léonard Racle né à Dijon le 30 novembre 1736, mort à Pont-de-Vaux le 8 janvier 1791, est un ingénieur, architecte et faïencier français.

## Biographie

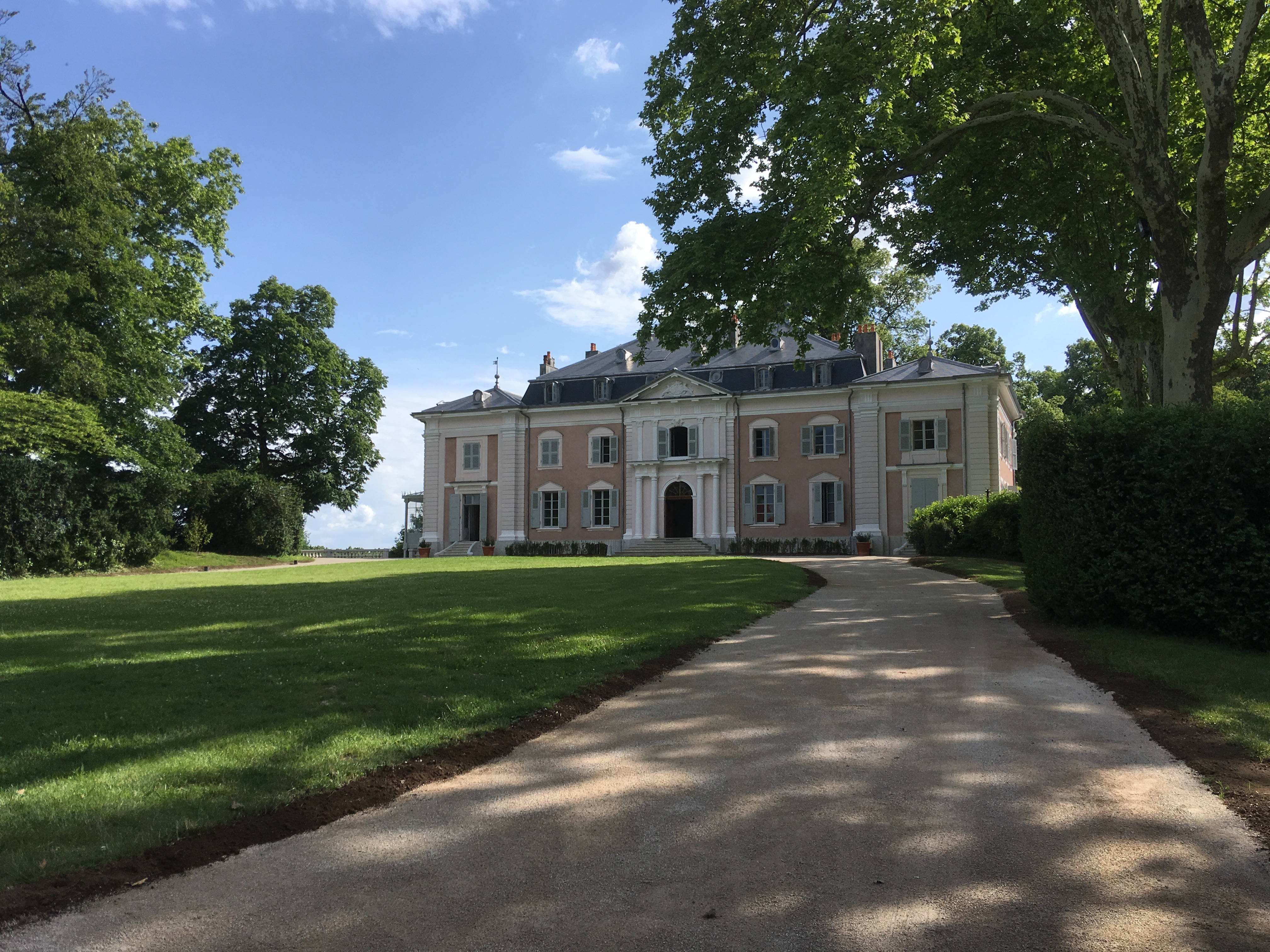
Château de Voltaire à Ferney

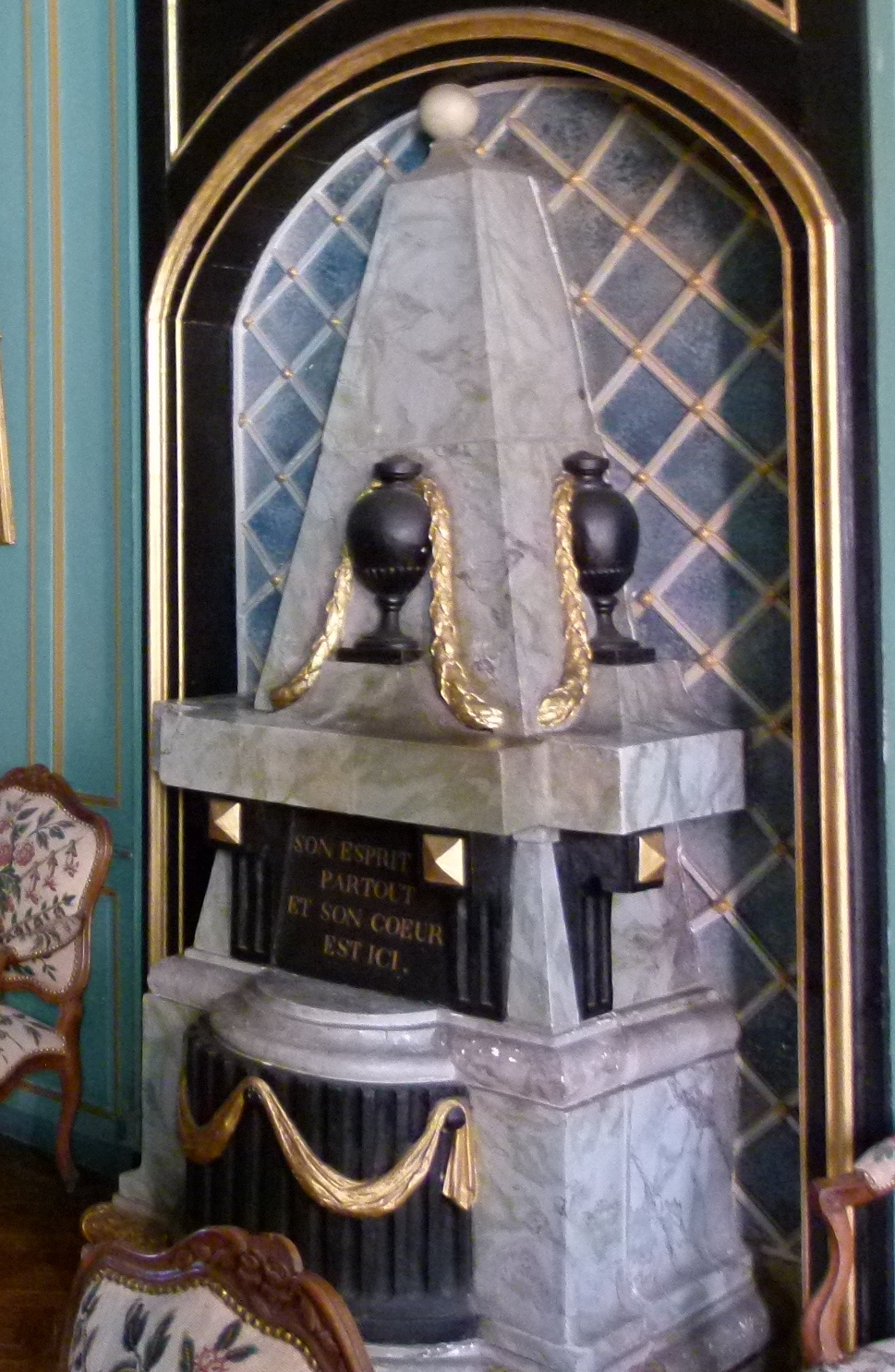
Cénotaphe en argile-marbre (1780), destiné à recevoir le cœur de Voltaire

Léonard Racle est né à Dijon le 30 novembre 1736 d'un père artisan sellier-carrossier ; il ne poursuit pas ses études après l'école primaire, mais il lit assidûment les ouvrages scientifiques. Il commence fort jeune à travailler dans le cabinet de Montin de Saint-André, ingénieur de la province de Bourgogne, auprès de qui il apprit son métier. En 1758, il est nommé ingénieur du Roi en Pays de Gex. Le 19 octobre 1759 à Ferney-Voltaire, il épouse Anne-Catherine Guillot. Sa première réalisation d'ingénieur est une faïencerie qu'il construit au Grand Saconnex.
En 1765, il se voir confier par Voltaire la mission d'ajouter deux ailes au château qu'il venait d'acquérir à Ferney. L'écrivain l'introduit auprès du duc de Choiseul qui lui confie l'élaboration du projet de création de la ville et du port de Versoix avec l'ambition de concurrencer Genève . Les travaux sont entrepris par trois-cents ouvriers engagés par Racle, mais ils sont interrompus en 1770 faute de financement du fait de la disgrâce du ministre, ce qui a pour conséquence de laisser l'architecte endetté jusqu'à la fin de sa vie. Racle a pu toutefois construire dans cette ville une manufacture de faïence où il met en œuvre un procédé de son invention permettant de produire des poteries alliant la finesse et la dureté, que Voltaire nommait argile-marbre.
En 1774, Voltaire le charge du pavage des rues de Ferney. L'écrivain, qui s'est lié d'amitié avec Racle, lui confie la construction de nombreuses maisons du village de Ferney qu'il a entrepris de développer. Le décès de Voltaire en 1778 prive l'architecte de son bienfaiteur, pour lequel il réalise à la demande du marquis de Villette le cénotaphe en argile-marbre destiné à recevoir son cœur.
Racle est sollicité par l'impératrice Catherine II de Russie, grande admiratrice de Voltaire, mais il préfère rester en France afin de se consacrer à la construction du canal de Pont-de-Vaux, joignant la Reyssouze à la Saône, et de réaliser sur ce canal un pont révolutionnaire d'une seule arche de 450 pieds d'ouverture du type qu'il avait imaginé et qui lui avait valu d'être couronné en 1786 par l'académie de Toulouse. Il construit également à Pont-de-Vaux une nouvelle faïencerie poterie destinée à utiliser son procédé. Après la Révolution, il devient membre de l'administration centrale du département de l'Ain. Ayant consacré toutes ses forces à son travail, il meurt épuisé et endetté le 8 janvier 1791 en sa maison de Pont-de-Vaux dans la Bresse.

## Principaux ouvrages

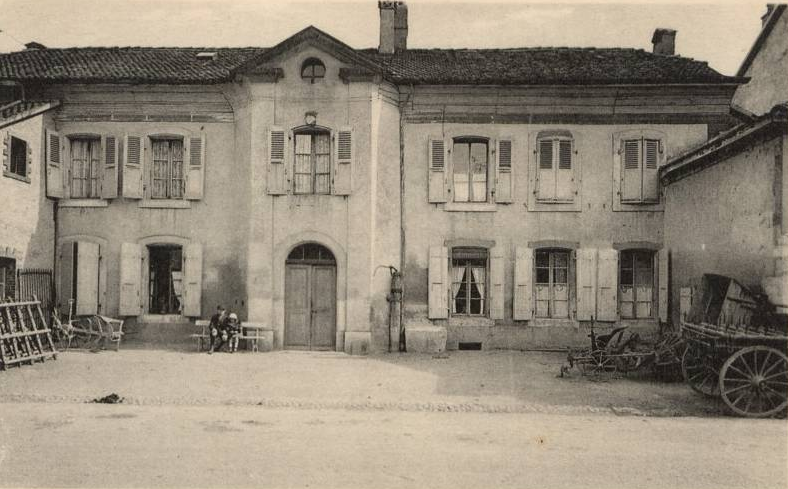
Ancien théâtre, dit « la maison Fusier », à Ferney-Voltaire

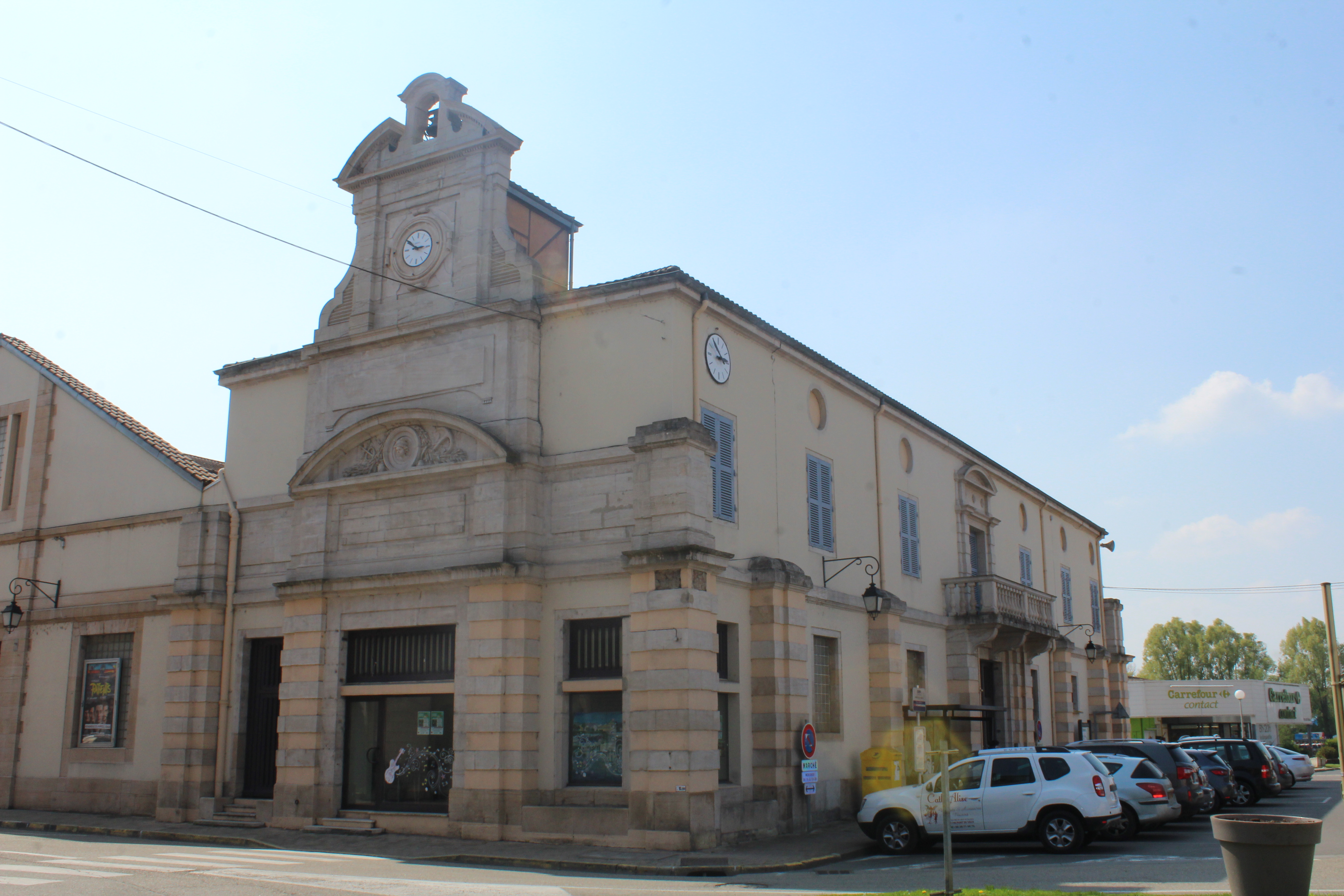
Ancienne halle aux blés, dite « la grenette », à Pont-de-Vaux

- 1765 : Agrandissement du château de Voltaire à Ferney-Voltaire, bâtiment classé au titre des monuments historiques[8] ;
- 1770 : Maison de Léonard Racle à Ferney-Voltaire, bâtiment inscrit au titre des monuments historiques[9] ;
- 1776 : Aménagement pour Voltaire d'un théâtre baptisé « la Comédie » dans un bâtiment situé au 26 Grand' Rue, aujourd'hui dénommé « la maison Fusier » et propriété de la ville de Ferney-Voltaire[10] ;
- 1777 : Vevey, plans et devis pour la construction d'un «abri au bout de la Ville» et d'un port au bas de la place du marché[11].
- 1783 : Début de la construction du canal de Pont-de-Vaux ;
- 1785 : Maison de Léonard Racle à Pont-de-Vaux, bâtiment inscrit au titre des monuments historiques[12].
- 1785 : ancienne halle aux blés, dite « la grenette », à Pont-de-Vaux, dont il ne subsiste aujourd'hui que la façade[13].

## Manuscrits
La Bibliothèque municipale de Dijon conserve des manuscrits de Léonard Racle (MS 442 et MS443), qui ont été numérisés [lire en ligne]

## Publications
- Réflexions sur le cours de la rivière de l'Ain, et les moyens de le fixer: lues à la seconde session du Département de l'Ain le [26] novembre 1790, Bourg, C. C. G. Philipon, 1790 [lire en ligne].